# Pat Skipper
Pat Skipper, właśc. Michael Pat Skipper (ur. 1960 w Las Vegas) – amerykański aktor.

## Życiorys
Urodził się w Las Vegas w stanie Nevada, lecz wychowywał się w Toronto w kanadyjskiej prowincji Ontario.
W 1997 zagrał w serialu telewizyjnym Z Archiwum X (The X Files) w roli Billa Scully’ego Jr. Wystąpił u boku Rolanda Kickingera i Jürgena Prochnowa w telewizyjnym filmie biograficznym Kampania Arnolda (See Arnold Run) z 2005. W mniejszych rolach pojawił się w filmach Halloween z 2007, Niepokonany Seabiscuit (Seabiscuit) z 2003, Dzień Niepodległości (Independence Day) z 1996 i Człowiek demolka (Demolition Man) z 1993.